# Las Majadas
Las Majadas – gmina w Hiszpanii, w prowincji Cuenca, w Kastylii-La Mancha, o powierzchni 87,25 km². W 2011 roku gmina liczyła 307 mieszkańców.